# Хмост
Хмост (рус. Хмость) река је у европском делу Русије која протиче преко територија Духовшчинског и Кардимовског рејона Смоленске области, и десна је притока Дњепра (део басена Црног мора).
Извире на подручју Духовшинског побрђа (микроцелина Смоленског побрђа) на подручју Духовшинског рејона, јужно од засеока Бобили. Након извора неколико километара тече у правцу североистока, затим прави нагли заокрет и све до ушћа тече у смеру југ-југоисток. Улива се након 111 km тока у Дњепар, као његова десна притока, у готово не насељеном мочварном подручју на југу Кардимовског рејона. 
Највећим делом тока њене обале су доста замочварене и ниске. Највеће притоке су Ољшанка, Мошна, Крупица и Бабинка. У средњем делу тока на њеним обалама лежи варошица Кардимово.
На реци се налази мања хидроелектрана капацитета 200 кВт.